# 弓形革囊星虫
弓形革囊星虫，俗稱海丁、泥蒜、土笋，是星蟲的一種，屬於星蟲動物門革囊星蟲綱革囊星蟲屬。本物種常用於製作土筍凍。
本物種的线粒体基因已被测序，並因此而確認星蟲動物門与环节动物门关系密切，只是其分節已退化消失。本虫在1958年也被命名可口革囊星蟲（學名：Phascolosoma esculenta），但现一般认为是主观的异名。

## 分佈
“可口革囊星蟲”是中國與台灣的特有品種，在中國分佈於華東及華南各省區，北起山东、浙江、福建、廣東、廣西、海南的泥质或沙泥质的中、高潮区滩涂。由於其棲息地被污染及漁民大量濫捕，其數量近年銳減。目前已成功人工繁殖。

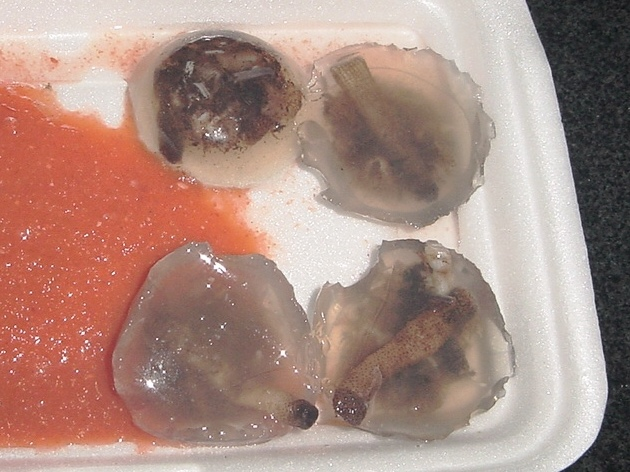
廈門食堂的土筍凍

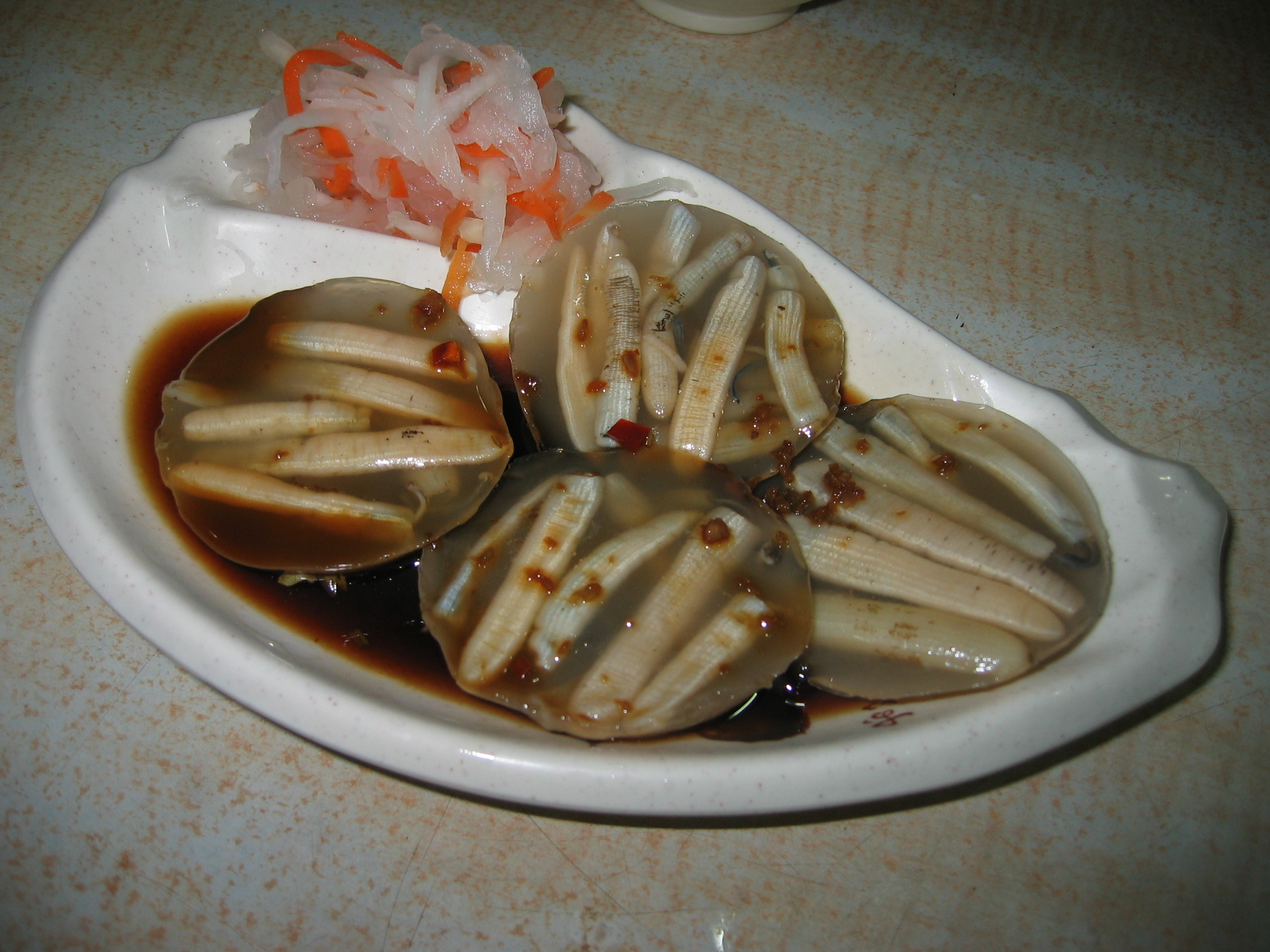
一份土筍凍，常蘸着芥末酱或辣酱或醋等。

WoRMS引URMO紀錄認為可口革囊星蟲跟其他分佈於印度太平洋區中西部的弓形革囊星蟲（Phascolosoma arcuatum）是同一物種。《台湾物种名录》、《中国动物志》收录状况相同。

## 生長週期
可口革囊星蟲在交配產卵後，長成海球幼体；海球幼体经过12～14天的培育，开始营底栖生活。